# Xanthia aurantiago
Xanthia aurantiago là một loài bướm đêm trong họ Noctuidae.